# Dubiaranea abundans
Dubiaranea abundans là một loài nhện trong họ Linyphiidae. Loài này được phát hiện ở Peru.